# Walther Brüx
Walther Brüx (* 1917 in München; † 2006 in Kleve) war ein deutscher Künstler, der 1945 den Niederrheinischen Künstlerbund mitbegründete.

## Leben
Brüx wuchs in der Klever Werkstatt seines Vaters Gerd Brüx auf, der vor 1914 neuromanische Altäre anfertigte. An der Kunstakademie in München studierte er Bildhauerei bei dem nach 1945 umstrittenen Neoklassizisten Bernhard Bleeker und später an der Technischen Hochschule München das künstlerische Lehramt. Danach hatte er einige Erfolge mit Ausstellungen in München. Im Zweiten Weltkrieg wurde Brüx schwer verwundet und arbeitete nach dem Krieg in Kleve für wenige Jahre als freischaffender Künstler.
In 1936 gründete er zusammen mit Hanns Lamers  das „Künstlergilde Profil“, das ab 1947 unter den Namen „Niederrheinischer Künstlerbund“ fortgeführt wurde.
Er wurde zusätzlich Kunstlehrer und später Oberstudienrat am Collegium Augustinianum Gaesdonck (von 1951 bis 1953 und 1955 bis 1969), anschließend in Kleve am Johanna-Sebus- sowie am Freiherr-vom-Stein-Gymnasium.  Seine wichtigsten Werke aus der Nachkriegszeit sind Porträtplastiken von Joseph Beuys und Hanns Lamers. Im Klever Stadtrat war er lange Jahre als Vertreter der FDP tätig und engagierte sich in der Stadtplanung. Brüx’ Frau Elna Brüx war ebenfalls als Bildhauerin und Malerin künstlerisch tätig. Auch der gemeinsame Sohn Manuel Brüx ist Künstler und Kunsterzieher.